# The Butterfly Man
The Butterfly Man és una pel·lícula muda dirigida per Ida May Park, produïda per Louis J. Gasnier i interpretada per Lew Cody i Louise Lovely, entre d'altres. La pel·lícula, basada en la novel·la homònima de George Barr McCutcheon sobre la història d'un gigoló, es va estrenar el 18 d'abril de 1920. La pel·lícula es va produir per aprofitar l'èxit que havia obtingut l'anterior pel·lícula de Lew Cody, “The Pleasant Devil” (1919), també coneguda com "The Beloved Cheater", en què interpretava un paper similar.

## Argument
Sedgewick Blynn és un gigoló admirat per la societat i que flirteja contínuament amb múltiples dones. Ell està, però, sense un dòlar a la butxaca i vol aconseguir casar-se amb una noia rica, costi el que costi. Un vespre, rescata una criatura d'un incendi fent que sigui declarat un heroi. Bessie Morgan, una rica hereva, enamorada de la seva imatge, promet casar-s'hi. Tot i estar promesos ell continua flirtejant amb diferents noies i en el darrer moment el seu pare impedeix el casament. Poc després, rep un telegrama on se l'informa que la seva mare ha mort i en aquell moment ell s'adona que ha malgastat la seva vida.

## Repartiment
- Lew Cody (Sedgewick Blynn)
- Louise Lovely (Bessie Morgan)
- Lila Leslie (Mrs. Trend)
- Alec B. Francis (James Bachelor)
- Rosemary Theby (Mrs Fielding)
- Martha Mattox (Anna Blynn)
- Mary Land (Martha Blynn)
- Alberta Lee (Mrs. Blynn)
- Augustus Phillips (Mr. Trend)
- Andrew Robson (John D. Morgan)
- Christina Pereda[5]
- Esther Ralston